# Houplin-Ancoisne

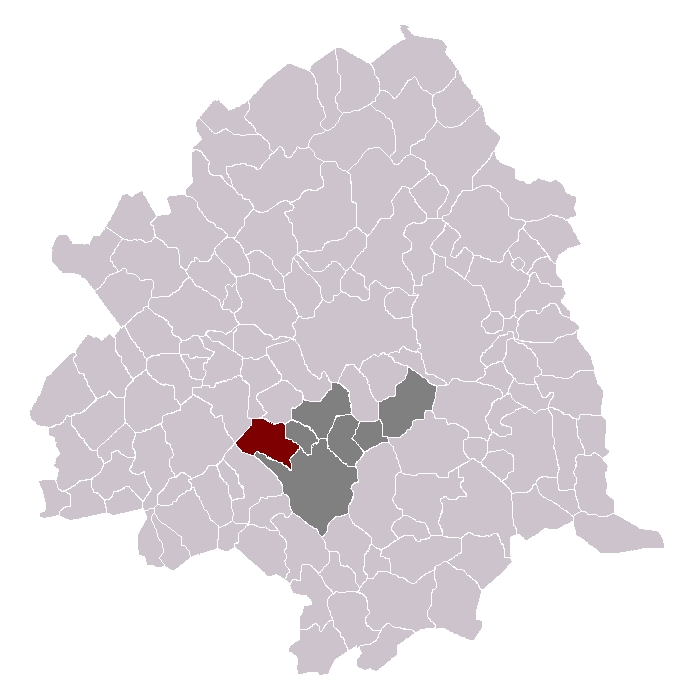
Ubicació de Houplin-Ancoisne dins del cantó i el districte

Houplin-Ancoisne és un municipi francès, situat a la regió dels Alts de França, al departament del Nord. L'any 2006 tenia 3.517 habitants. Limita al nord amb Haubourdin, al nord-est amb Emmerin, a l'oest amb Santes, a l'est amb Noyelles-lès-Seclin, al sud-oest amb Gondecourt i al sud amb Seclin.

## Demografia
| 1962                                       | 1968  | 1975  | 1982  | 1990  | 1999  | 2006  |
| ------------------------------------------ | ----- | ----- | ----- | ----- | ----- | ----- |
| 2.269                                      | 2.370 | 2.653 | 3.009 | 3.407 | 3.631 | 3.517 |
| Des de 1962: població sense dobles comptes |       |       |       |       |       |       |

## Administració
| Període   | Identitat                | Partit |
| --------- | ------------------------ | ------ |
| 1947-1995 | Auguste-Désiré Serrurier |        |
| 1995-     | Bruno Foucart            | PS     |